# ジョージアの日記/ゆーうつでキラキラな毎日
『ジョージアの日記/ゆーうつでキラキラな毎日』（ジョージアのにっき ゆーうつでキラキラなまいにち、Angus, Thongs and Perfect Snogging）は、2008年のアメリカ合衆国・イギリス・ドイツ合作の青春コメディ映画。
監督はグリンダ・チャーダ、出演はジョージア・グルームとアーロン・ジョンソンなど。
『ブリジット・ジョーンズの日記』のティーンエイジャー版と評され、本国イギリスを中心にベストセラーとなったルイーズ・レニソンの『ジョージアの青春日記』を原作としている。
イギリスでは2008年7月25日に、日本では11月15日に公開された。

## キャスト
| 役名                   | 俳優                       | 日本語吹替 |
| ---------------------- | -------------------------- | ---------- |
| ジョージア・ニコルソン | ジョージア・グルーム       | 小暮智美   |
| ボブ・ニコルソン       | アラン・デイヴィス         | 大滝寛     |
| コニー・ニコルソン     | カレン・テイラー           | 日野由利加 |
| ロビー                 | アーロン・ジョンソン       | 石母田史朗 |
| ジェム                 | スティーヴ・ジョーンズ     | 清水俊彦   |
| ジャス                 | エレノア・トムリンソン     | 竹田まどか |
| エレン                 | マンジーヴェン・グレウォル | 中司優花   |
| ロージー               | ジョージア・ヘンショウ     | 永吉ユカ   |
| トム                   | ショーン・ボーク           | 板倉光隆   |
| リンジー               | キンバリー・ニクソン       | 武田華     |
| ピーター・ダイアー     | リアム・ヘス               | 安斉一博   |
| デイヴ                 | トミー・バストウ           |            |
| リビー・ニコルソン     | エヴァ・ドリュー           | 伊藤かな恵 |

- その他の声の吹き替え：竹本英史／田村聖子／斉藤千恵子／小幡あけみ／小田久史／岡嶋妙／許綾香／谷口祐貴／江口拓也

## スタッフ
- 監督：グリンダ・チャーダ
- 製作：グリンダ・チャーダ、リンダ・オブスト
- 製作総指揮：スコット・アヴァーサノ
- 脚本：グリンダ・チャーダ、ポール・マエダ・バージェス（英語版）、ウィル・マクロブ（英語版）、クリス・ヴィスカルディ（英語版）
- 撮影：リチャード・ポープ
- プロダクションデザイン：ニック・エリス
- 衣装デザイン：ジル・テイラー
- 編集：マーティン・ウォルシュ、ジャスティン・クリシュ
- 音楽：ジョビィ・タルボット（英語版）
- 音楽監修：カレン・エリオット、イアン・ニール

## 作品の評価
Rotten Tomatoesによれば、26件の評論のうち高評価は73%にあたる19件で、平均点は10点満点中5.9点、批評家の一致した見解は「英国人作家ルイーズ・レニソンの人気作品2作を原作とした『ジョージアの日記/ゆーうつでキラキラな毎日』は愉快で笑えるトゥイーン（8歳から12歳くらいの子供）向けコメディで、英国の観客だけでなく、米国本土の観客にも充分な作品である。」となっている。